# Le avventure di Robinson Crusoè (film 1970)
Le avventure di Robinson Crusoè (Robinson Crusoè) è un film messicano del 1970 diretto da René Cardona Jr. ispirato al celebre romanzo di Daniel Defoe. La pellicola è conosciuta anche con il titolo "Robinson Crusoe and the Tiger".

## Trama
Dopo essere naufragato e aver trascorso molto tempo in mare aggrappato ad un tronco , Robinson Crusoè, approda completamente stravolto 
sulla spiaggia di un'isola. Scoprendo, suo malgrado, che si tratta di un'isola totalmente deserta, oltre che pericolosa, capisce che può contare solamente sulle sue forze per sopravvivere e decide, quindi, di organizzarsi nel migliore modo possibile per riuscirci. Il ritrovamento di un relitto gli consente di recuperare delle armi, degli stivali e altre utili provviste che gli facilitano la vita quotidiana. Preoccupato per le tante insidie presenti a cominciare dai possibili uragani (senza escludere, naturalmente, i tantissimi animali feroci con i quali ha già avuto a che fare in precedenza) sa di avere bisogno di un rifugio sicuro dove stare. Ne ricava uno da una piccola caverna attorno alla quale riesce ad erigere un vero e proprio fortino. A questo punto può dedicarsi a tempo pieno alla caccia, all'allevamento e a qualsiasi altra cosa che gli consenta di procurarsi sostentamento. Proprio quando la totale mancanza di contatti con altre persone si fa più pesante, durante una delle sue tante passeggiate sulla spiaggia, Robinson scorge delle orme di altri uomini sulla sabbia. A questo punto capisce di 
non essere più l'unica persona presente sull'isola.

## Produzione

### Regia
In questa pellicola il regista si avvicina (seppur limitatamente) al tema degli animali assassini, argomento che riprenderà in molti suoi lavori successivi come La notte dei mille gatti, Tintorera, Cyclone e Uccelli 2 - La paura.

### Cast
Nello scegliere il cast il regista opta per l'amico Hugo Stiglitz come protagonista. Partendo da questa pellicola Stiglitz diverrà il personaggio simbolo della filmografia di Cardona Jr..
Oltre a Stiglitz e il piccolo Ahui Camacho (nei panni di Venerdì) che appare per qualche minuto nella parte finale del film, per i restanti attori presenti si può parlare tranquillamente di comparse.

### Riprese
Le riprese sono avvenute in Messico nello stato di Michoacán e nello stato di Guerrero più precisamente nelle città di Acapulco e di Zihuatanejo.
L'inizio delle riprese è avvenuto il 9 di dicembre del 1968 negli studi Churubusco.

## Promozione
- I manifesti e le locandine usate per la promozione del film all'epoca della sua diffusione nelle sale cinematografiche italiane sono state curate dal pittore e illustratore Averardo Ciriello.[4]
- "Dal più grande romanzo di avventure di Daniel Defoe un film spettacolare, particolarmente adatto a tutta la famiglia" è lo slogan usato per pubblicizzare il film sulle locandine inserite nelle pagine dedicate alla programmazione cinematografica dei quotidiani dell'epoca.[5]

## Distribuzione
Il film è stato distribuito nelle sale cinematografiche italiane nel settembre del 1973.
Alcune date di uscita internazionali nel corso degli anni sono state:
- 10 dicembre 1970 in Messico (Robinson Crusoe)[6]
- 6 settembre 1973 in Italia[7]

## Accoglienza

### Critica
- In un articolo apparso sul quotidiano Stampa Sera, all'epoca dell'uscita del film nelle sale cinematografiche, viene recensito come "«un film per famiglie», onesto, ben costruito che risolve il problema sempre più arduo del genitore che vuole accompagnare i suoi ragazzi al cinema".[8]
- In un articolo dell'epoca apparso sul quotidiano L'Unità, invece, si puntualizza come il regista (rispetto al romanzo originale) abbia dato poco spazio a Venerdì e ai cannibali, preferendo soffermarsi invece sulle imprese solitarie compiute da Robinson per sopravvivere.[9]

## Sequel
Nel 1973 la coppia Stiglitz-Cardona Jr. ha realizzato un seguito della pellicola partendo dall'incontro tra Robinson e Venerdì. Il titolo originale di questo sequel è "Robinson y Viernes en la isla encantada".